# Taybron (järnvägsbro)
Taybron, (engelska Tay Bridge, inofficiellt Tay Rail Bridge) är en järnvägsbro över viken Firth of Tay i Skottland, mellan staden Dundee och förorten Wormit. Precis som med Forthbron började man kalla Taybron för Tay Rail Bridge då en vägbro byggdes över Firth of Tay.

## Den första Taybron
Den ursprungliga Taybron ritades av Sir Thomas Bouch, ingenjör på North British Railway, som adlades efter brons färdigställande. När bron stod färdig tidigt 1878 var den världens längsta järnvägsbro. Invigningen hölls den 1 juni 1878.

## Taybronolyckan
Klockan kvart över sju på kvällen den 28 december 1879 rasade Taybron samman efter att de mittersta brospannen gav vika i vinterstormen. Ett sex vagnars tåg med sjuttiofem människor ombord som åkte över bron då olyckan inträffade, störtade ner i Tays iskalla vatten. Alla sjuttiofem omkom, däribland Sir Thomas svärson. Olyckan chockade hela landet. Den efterföljande utredningen fastslog att bron inte byggts stark nog för att klara kraftig vind. 

## Den nuvarande Taybron
Dagens tvåspåriga järnvägsbro ritades av William Henry Barlow och uppfördes av Sir William Arrol & Company 18 meter uppströms från den ursprungliga bron. Rester av den ursprungliga brons pelare är än idag synliga, även vid högvatten. Den nya bron öppnades den 13 juli 1887.